# Rally de Madeira de 2008
El Rally de Madeira de 2008, oficialmente 49. Rali Vinho da Madeira 2008, fue la 49.ª edición, la séptima ronda de la temporada 2008 del Campeonato de Europa de Rally, la quinta ronda de la temporada 2008 del Intercontinental Rally Challenge y la quinta ronda del campeonato portugués. Se celebró entre el 31 de julio y el 2 de agosto y contó con un itinerario de ventiun tramos sobre asfalto que sumaban un total de 292,16 km cronometrados.

## Itinerario y resultados
| Día                 | Tramo | Hora  | Nombre              | Distancia | Ganador                              | Tiempo  | Líder rally        |
| ------------------- | ----- | ----- | ------------------- | --------- | ------------------------------------ | ------- | ------------------ |
| Día 1 (31 de julio) | SS1   | 19:30 | Avenida do Mar      | 2.18 km   | Nicolas Vouilloz                     | 1:33.3  | Nicolas Vouilloz   |
| Día 2 (1 de agosto) | SS2   | 09:01 | Campo de Golf 1     | 15.91km   | Giandomenico Basso                   | 9:55.1  | Bruno Magalhães    |
| Día 2 (1 de agosto) | SS3   | 09:39 | Terreiros 1         | 21.74km   | Giandomenico Basso                   | 13:34.4 | Bruno Magalhães    |
| Día 2 (1 de agosto) | SS4   | 11:24 | Campo de Golf 2     | 15.91km   | Bruno Magalhães                      | 9:51.3  | Bruno Magalhães    |
| Día 2 (1 de agosto) | SS5   | 12:02 | Terreiros 2         | 21.74km   | Giandomenico Basso                   | 13:29.7 | Giandomenico Basso |
| Día 2 (1 de agosto) | SS6   | 13:42 | Serra D´Água 1      | 11.47km   | Alexandre Camacho                    | 7:09.0  | Bruno Magalhães    |
| Día 2 (1 de agosto) | SS7   | 14:18 | Boaventura 1        | 10.77 km  | Bruno Magalhães                      | 6:33.1  | Bruno Magalhães    |
| Día 2 (1 de agosto) | SS8   | 14:44 | Cidade de Santana 1 | 13.85 km  | Alexandre Camacho                    | 8:51.1  | Bruno Magalhães    |
| Día 2 (1 de agosto) | SS9   | 15:19 | Referta 1           | 14.17 km  | Bruno Magalhães                      | 9:45.6  | Bruno Magalhães    |
| Día 2 (1 de agosto) | SS10  | 17:02 | Serra D´Água 2      | 11.47km   | Nicolas Vouilloz                     | 7:07.6  | Bruno Magalhães    |
| Día 2 (1 de agosto) | SS11  | 17:38 | Boaventura 2        | 10.77km   | Bruno Magalhães                      | 6:29.5  | Bruno Magalhães    |
| Día 2 (1 de agosto) | SS12  | 18:04 | Cidade de Santana 2 | 13.85km   | Freddy Loix                          | 8:43.8  | Nicolas Vouilloz   |
| Día 2 (1 de agosto) | SS13  | 18:39 | Referta 2           | 14.17 km  | Nicolas Vouilloz                     | 9:43.6  | Nicolas Vouilloz   |
| Día 3 (2 de agosto) | SS14  | 09:10 | Paúl 1              | 10.75km   | Bruno Magalhães                      | 7:05.6  | Nicolas Vouilloz   |
| Día 3 (2 de agosto) | SS15  | 10:00 | Ponta do Pargo 1    | 13.12 km  | Giandomenico Basso Bruno Magalhães   | 8:08.9  | Nicolas Vouilloz   |
| Día 3 (2 de agosto) | SS16  | 10:47 | Rosário 1           | 11.47 km  | Giandomenico Basso                   | 7:07.0  | Nicolas Vouilloz   |
| Día 3 (2 de agosto) | SS17  | 11:45 | Chão da Lagoa 1     | 21.74km   | Giandomenico Basso                   | 13:33.4 | Nicolas Vouilloz   |
| Día 3 (2 de agosto) | SS18  | 13:47 | Paúl 2              | 10.75km   | Nicolas Vouilloz                     | 7:04.5  | Nicolas Vouilloz   |
| Día 3 (2 de agosto) | SS19  | 14:37 | Ponta do Pargo 2    | 13.12 km  | Giandomenico Basso Alexandre Camacho | 7:55.9  | Nicolas Vouilloz   |
| Día 3 (2 de agosto) | SS20  | 15:24 | Rosário 2           | 11.47 km  | Giandomenico Basso                   | 7:08.4  | Nicolas Vouilloz   |
| Día 3 (2 de agosto) | SS21  | 16:22 | Chão da Lagoa 2     | 21.74km   | Giandomenico Basso                   | 13:31.1 | Nicolas Vouilloz   |

## Clasificación final
| Pos.                 | Piloto             | Copiloto          | Automóvil                      | Tiempo    | Diferencia | Puntos |
| IRC                  | IRC                | IRC               | IRC                            | IRC       | IRC        | IRC    |
| -------------------- | ------------------ | ----------------- | ------------------------------ | --------- | ---------- | ------ |
| 1.                   | Nicolas Vouilloz   | Nicolas Klinger   | Peugeot 207 S2000              | 3:05:14.8 | 0.0        | 10     |
| 2.                   | Giandomenico Basso | Mitia Dotta       | Fiat Abarth Grande Punto S2000 | 3:05:20.2 | +5.4       | 8      |
| 3.                   | Alexandre Camacho  | Pedro Calado      | Fiat Abarth Grande Punto S2000 | 3:05:22.8 | +8.0       | 6      |
| 4.                   | Renato Travaglia   | Lorenzo Granai    | Fiat Abarth Grande Punto S2000 | 3:05:56.0 | +41.2      | 5      |
| 5.                   | Luca Rossetti      | Matteo Chiarcossi | Peugeot 207 S2000              | 3:06:17.3 | +1:02.5    | 4      |
| 6.                   | Freddy Loix        | Robin Buysmans    | Peugeot 207 S2000              | 3:06:23.5 | +1:08.7    | 3      |
| 7.                   | Umberto Scandola   | Guido D'Amore     | Fiat Abarth Grande Punto S2000 | 3:07:43.4 | +2:28.6    | 2      |
| 8.                   | Bruno Magalhães    | Carlos Magalhães  | Peugeot 207 S2000              | 3:08:18.0 | +3:03.2    | 1      |
| Campeonato de Europa |                    |                   |                                |           |            |        |
| 1. (2.)              | Giandomenico Basso | Mitia Dotta       | Fiat Abarth Grande Punto S2000 | 3:05:20.2 | 0.0        | 15     |
| 2. (4.)              | Renato Travaglia   | Lorenzo Granai    | Fiat Abarth Grande Punto S2000 | 3:05:56.0 | +35.8      | 13     |
| 3. (5.)              | Luca Rossetti      | Matteo Chiarcossi | Peugeot 207 S2000              | 3:06:17.3 | +57.1      | 8      |

| Predecesor: Bulgaria 2008 | ERC 2008 | Sucesor: Zlín 2008 |
| Predecesor: Rusia 2008    | IRC 2008 | Sucesor: Zlín 2008 |